# 옥동중학교 (울산)
옥동중학교(玉洞中學校)는 대한민국 울산광역시 남구 옥동에 있는 공립 중학교이다.

## 학교 연혁
- 1992년 1월 6일 : 옥동중 개설
- 1992년 3월 1일 : 초대 윤경탁 교장 취임
- 1992년 3월 6일 : 개교(8학급)
- 1992년 6월 4일 : 신축(1,2층)
- 1995년 1월 18일 : 증축(5층)
- 1995년 2월 14일 : 제1회 졸업식(409명)
- 2001년 8월 30일 : 양궁장 신축
- 2002년 5월 25일 : 증축(급식소, 덤웨이트)
- 2023년 3월 2일 : 제32회 신입생 입학(남 124명, 여 98명 계 222명)
- 2023년 9월 1일 : 제15대 손철수 교장 취임
- 2023년 12월 22일 : 제30회 졸업식(221명, 누계 12,378명)

## 참고 자료
- 옥동중학교 - 한국교육학술정보원 학교알리미